# Episcada paradoxa
Episcada paradoxa är en fjärilsart som beskrevs av Otto Staudinger 1884. Episcada paradoxa ingår i släktet Episcada och familjen praktfjärilar. Inga underarter finns listade i Catalogue of Life.